# Macraspis plagiicollis
Macraspis plagiicollis är en skalbaggsart som beskrevs av Ohaus 1898. Macraspis plagiicollis ingår i släktet Macraspis och familjen Rutelidae. Inga underarter finns listade i Catalogue of Life.